# Ley de Educación Nacional
La Ley de Educación Nacional N° 26206 (LEN) es la legislación argentina que regula el derecho de enseñar y aprender en todo el territorio nacional. Reemplazó a la Ley Federal de Educación N.º 24.195 que estaba en vigencia desde 1993.

## Historia
El 14 de diciembre de 2006 se sancionó la Ley de Educación Nacional que fue promulgada 13 días después.
Esta ley reforma la concepción que se había sostenido hasta ese momento sobre la educación., estableciéndola un derecho caracterizado por su gratuidad, igualdad, equidad, por ser permanente, integral y de calidad. Las políticas educativas de promoción de la igualdad educativa estarán destinadas a erradicar situaciones de injusticia, marginación y discriminación, garantizando el acceso y la permanencia de los estudiantes en el Sistema Educativo Nacional (SEN)
Orientada a resolver los problemas de desigualdad apunta al acceso universal a una educación de buena calidad por lo que plantea políticas de Estado que la garanticen, la financien y la sostengan junto con otros programas y leyes complementarias como la de Financiamiento Educativo, de Educación Técnico-Profesional, la de Educación Sexual Integral, entre otras; para posibilitar su total implementación en el territorio argentino.
Posibilitó la reestructuración Sistema Educativo Nacional (SEN) y el fin de las políticas focalizadas y asistencialistas como también mejorar la calidad en la formación docente; destacándose la participación de más 750.000 docentes y setecientas organizaciones de la sociedad civil en su redacción. Así mismo establece la reglamentación que el presupuesto de educación no puede ser menor al 6% del PBI.
A partir de esta ley, Argentina pasó del puesto 81 al 19 en el ranking mundial de inversión educativa en relación con su riqueza (Repetto, 2013) y posicionándose como el séptimo país del mundo que más aumentó la inversión educativa en el período 2004-2011 (Informe de monitoreo, CIPPEC, 2014).

## Contenido de la ley
Está organizada en 145 artículos separados en 12 Títulos. Los principales puntos de la ley son:
- Regreso a la estructura clásica de primaria con 6/7 años y secundaria con de 5 a 7 años según la modalidad y jurisdicción provincial, derogando así el EGB 1 y 2 y polimodal implementado en la anterior reforma, la trayectoria educativa pasa a contemplar de diez años a trece años como mínimo.
- Son obligatorios los dos últimos años del nivel inicial: las conocidas como salas de 4 y de 5 años.[5]
- La carrera docente se lleva de tres a cuatro años y se garantizan las capacitaciones continuas gratuitas.
- El SEN es obligatorio desde los cuatro años hasta la finalización de la escuela secundaria y se estructura en cuatro niveles: inicial, primario, secundario y superior. Organizado en ocho modalidades: técnico, profesional, artística, especial, permanente de jóvenes y adultos, rural, intercultural bilingüe, en contextos de privación de la libertad, domiciliaria y hospitalaria.
- Es obligatorio en todas las escuelas de nivel primario y secundario del país enseñar, por lo menos, un idioma extranjero.

Algunos de los principales puntos de la ley son:
- Asegurar la calidad educativa en igualdad de oportunidades, gratuidad y equidad, y por medio de una educación integral.
- Formación ciudadana de acuerdo a valores éticos y democráticos. Fortalecer la identidad nacional, respetando la diversidad cultural.
- Prioridad a sectores desfavorecidos y garantizar los derechos del niño, niña y adolescente, como también su permanencia dentro del sistema.
- Participación democrática de sus actores.
- Combatir la discriminación. Respeto e inclusión de la identidad cultural aborigen, de personas con discapacidades.
- Promover una sexualidad responsable y prevenir las adicciones.
- Fortalecer la centralidad de la lectura y la escritura, desarrollar las competencias necesarias para el manejo de los nuevos lenguajes producidos por las TIC.
- Brindar formación artística y cultural; también corporal, motriz y deportiva.
- Concebir la cultura del trabajo, permitiendo el acceso a estudios superiores y al mercado laboral.

## Financiamiento
En relación con cómo se financia la implementación de la LEN, la misma en su artículo 9 explicita a través de la Ley de Financiamiento Educativo 26.075, las condiciones y porcentajes destinados a educación:
ARTICULO 9º — El Estado garantiza el financiamiento del Sistema Educativo Nacional conforme a las previsiones de la presente ley. Cumplidas las metas de financiamiento establecidas en la Ley Nº 26.075, el presupuesto consolidado del Estado nacional, las provincias y la Ciudad Autónoma de Buenos Aires destinado exclusivamente a educación, no será inferior al SEIS POR CIENTO (6%) del Producto Interno Bruto (PIB).
El Estado Nacional es quien garantiza la política educativa y controla su cumplimiento en todo el territorio argentino a través del Ministerio de Educación y Deportes de la Nación, contemplando las características de cada provincia y de la Ciudad Autónoma de Buenos Aires que dictarán sus leyes provinciales de educación. Estas deberán:
- Asegurar el derecho a la educación en su territorio.
- Organizar, planificar, administrar y financiar el sistema educativo en su jurisdicción.
- Aprobar el plan de estudios (currículo) de los diversos niveles según lo dispuesto por el Consejo Federal de Educación.
- Organizar y conducir las instituciones de gestión estatal.
- Autorizar y controlar a las instituciones educativas de gestión privada.
- Dar títulos y certificaciones de estudios.